# 大棘異英麗魚
大棘異英麗魚又名大棘雙冠麗魚，為條鰭魚綱䲁形目麗魚科麗魚屬的其中一種，分布於中美洲墨西哥南部至薩爾瓦多太平洋岸的淡水流域，體長可達25公分，棲息在溪流的中底層水域，屬雜食性，生活習性不明，可作為觀賞魚。

## 命名
本屬最初由法國動物學家雅克·佩勒格林於1904年命名，當時是作為麗體魚屬（Cichlasoma）的亞屬，模式種為「Heros (Cichlasoma) heterodontus」。1996年時瑞典生物學家庫蘭德及美國魚類學家卡斯滕·E·哈特爾將本屬歸類為雙冠麗魚屬（Amphilophus），成為其異名，並在2003年確認其模式種是本種的主觀異名。2008年，捷克魚類學家奧德奇·里坎等人按分子系統發生學研究結果重新將本屬作為獨立的一屬。
本屬學名「Astatheros」的拉丁語前字根「astatos」意為「不穩定」、「變易」，後字根「Heros」是英麗魚屬的學名，可能是基於其上頜牙齒類似英麗魚屬但卻容易磨平成光滑表面。其模式種的種小名「 heterodontus」就是「異齒」之意。
本種最初由德裔英國動物學家阿爾貝特·金特於1864年命名，原名「Heros macracanthus」，由12個標本組成全模標本，屬於英麗魚屬。1993年美國魚類學家唐納·康克爾（Donald Conkel）將其歸類為麗體魚屬，2000年另一位美國魚類學家沃倫·E·伯吉斯將其改為雙冠麗魚屬。2016年，捷克魚類學家奧德奇·里坎確認了本種是本屬的唯一有效物種。
本種的種小名「macracanthus」的拉丁語前字根「macro-」意為「大」或「長」，後字根「acanthus」意為「刺」，因本種有強韌的背鰭棘與臀鰭棘而得名。

## 擴展閱讀
- 維基物種上的相關：大棘異英麗魚